# Okręty podwodne projektu 651
Okręty podwodne projektu 651 - typ radzieckich uderzeniowych okrętów podwodnych o napędzie diesel-elektrycznym, uzbrojonych w pociski rakietowe. W latach 1962–1968 zbudowano 16 okrętów tego typu. W kodzie NATO nosiły oznaczenie Juliett. Projekt miał także niejawną nazwę kodową Kasatka.

## Historia
W 1955 w ZSRR rozpoczęto prace nad pociskiem manewrującym, który byłby odpowiedzią na amerykański pocisk Regulus. Efektem tych prac był pocisk P-5, który przystosowano do odpalania z przerobionych okrętów podwodnych  projektu 613. Było to rozwiązanie tymczasowe i dla nowych pocisków projektowano od podstaw nowe okręty podwodne. Prace nad okrętem projektu 651 zlecono biuru konstrukcyjnemu CKB-18 postanowieniem władz z 25 sierpnia 1956 roku.  Okręty projektu 651 stały się największymi okrętami podwodnymi o napędzie dieselelektrycznym zbudowanymi w ZSRR.
Początkowo okręty projektu 651 miały być wyposażone w pociski P-5, które były przystosowane do atakowania celów naziemnych za pomocą głowic atomowych. Pociski mogły być odpalane jedynie w wynurzeniu. Zastosowanie pocisków P-5 w tej roli przestało odgrywać pierwszoplanową rolę z chwilą wprowadzenia do użycia pocisków balistycznych wystrzeliwanych z okrętów podwodnych projektu 658. Od początku okręty projektu 651 miały być również przystosowane do przenoszenia nowych pocisków przeciwokrętowych P-6 przeznaczonych do atakowania okrętów nawodnych znajdujących się poza horyzontem za pomocą głowic atomowych lub konwencjonalnych. Wiązało się to z koniecznością uwzględnienia w konstrukcji okrętu podwodnego anten ich systemu kierowania Argumient. Głównym celem nowych pocisków miały być amerykańskie lotniskowce. Do wstępnego wskazywania celów wykorzystywano samoloty rozpoznawcze Tu-95RC.  W praktyce pociski strategiczne P-5 nie były na tych okrętach stosowane, a jedynie przeciwokrętowe P-6.
Budowę pierwszego okrętu K-156 rozpoczęto w Zakładzie Bałtyckim w Leningradzie 16 listopada 1960 roku, a wodowano go 31 lipca 1962 roku. Wiosną 1963 roku okręt został przebazowany na daleką północ, gdzie prowadzono próby rakiet. Został oficjalnie wcielony do służby 10 grudnia 1963 roku. Drugi okręt K-85 wszedł do służby w grudniu 1964 roku, a dalsze czternaście, budowane już w zakładach Krasnoje Sormowo, weszły do służby w latach 1965-68. Dwa okręty służyły we Flocie Oceanu Spokojnego, a pozostałe we Flocie Północnej.
Okręty projektu 651 zostały zastąpione przez nowsze okręty z napędem atomowym, które - w przeciwieństwie do swoich poprzedników - mogły wystrzeliwać pociski manewrujące w zanurzeniu. Istotną wadą jednostek typu Juliett był także sposób naprowadzania ich pocisków przeciwokrętowych P-6, w którym okręt musiał pozostawać na powierzchni do czasu uchwycenia celu przez głowicę rakiety, kiedy to operator dokonywał wyboru celu. Ostatni okręt tego typu został wycofany ze służby w 1994. Jeden z okrętów jest obecnie okrętem-muzeum w Peenemünde (obecne oznaczenie U-461).